# Airbus A220
Der Airbus A220 ist eine Flugzeugfamilie, die ursprünglich von dem kanadischen Flugzeughersteller Bombardier Aerospace entwickelt und als Bombardier CSeries gebaut und vermarktet wurde. Im Oktober 2017 erwarb Airbus die Mehrheitsanteile des Programms, seitdem wird das Schmalrumpfflugzeug von Airbus Canada hergestellt, einer Limited Partnership von Airbus und Investissement Québec. Zum 10. Juli 2018 erfolgte die Umbenennung und Anpassung des Markenauftritts.
Es gibt derzeit drei Varianten des Flugzeugs: den Airbus A220-100 (vormals CS100) mit 100–135 Sitzplätzen, das davon abgeleitete Geschäftsreiseflugzeug ACJ (Airbus Corporate Jets) Two Twenty, sowie den gestreckten Airbus A220-300 (vormals CS300) mit 120–160 Sitzplätzen. Der A220-300 erreicht damit etwa die Größe der kleinsten Varianten der Airbus A320- und Boeing 737-Familie.
Am 16. September 2013 absolvierte die CS100 ihren Erstflug vom Flughafen Montreal-Mirabel. Der Einstieg in den kommerziellen Flugbetrieb fand am 15. Juli 2016 mit einer CS100 der Swiss statt. Die CS300 hob erstmals am 27. Februar 2015 ab, als erste Fluggesellschaft setzte sie Air Baltic ab dem 14. Dezember 2016 ein.

## Geschichte

### Vorgeschichte:Bombardier BRJX
Bombardier stellte schon im September 1998 in Farnborough das Projekt eines 90- bis 110-sitzigen Flugzeugs unter der Bezeichnung Bombardier Regional Jet Expansion vor. Zwar gab der Hersteller das Projekt zwei Jahre später wieder auf, gründete aber für das spätere New Commercial Aircraft Project (NCAP) im Frühjahr 2004 einen eigenen Geschäftsbereich unter der Leitung von Gary Scott, vormals bei Boeing für die 737 Next Generation zuständig. Am 19. Juli 2004 stellte Bombardier dann das NCAP-Projekt in Farnborough vor und gab den Flugzeugen den Namen CSeries.

### Bombardier CSeries: Erster Anlauf
Das Konzept einer neuen Modellfamilie namens CSeries stellte Bombardier erstmals am 15. März 2005 offiziell vor, wobei der Regionaljet ursprünglich 2008 zum ersten Mal fliegen und 2010 den Flugbetrieb aufnehmen sollte. Die CSeries sollte aus der C110 und der C130 bestehen, die über 110 bzw. 130 Sitzplätze in einer Standardkonfiguration verfügen sollten. Damit wollte Bombardier seine Modellpalette nach oben hin erweitern; diese endete bis dahin bei der Bombardier CRJ900 mit Platz für 90 Passagiere. Frühzeitig ergaben sich für Bombardier Probleme bei der Entwicklung der Flugzeugfamilie.

#### Problemfeld Triebwerke
Eine Regionaljet-Familie vollständig neu zu entwickeln wurde in der Industrie als sehr riskant eingeschätzt, nicht zuletzt nach dem Scheitern der Dornier 728. Daher fand sich zunächst kein Triebwerkshersteller, der ein neues Triebwerk für die CSeries entwickeln und produzieren wollte. Die Verfügbarkeit neuer Triebwerke war jedoch eine Grundvoraussetzung dafür, mit der CSeries einen Technologiesprung zu realisieren, der eine deutliche Senkung der direkten Betriebskosten gegenüber bestehenden Modellen ermöglicht hätte. Verfügbar waren lediglich das bereits seit zwanzig Jahren verwendete und eigentlich zu starke CFM International CFM 56 (unter anderem an der A320 und der 737 zu finden), das etwas zu schwache, aber relativ neue Triebwerk BR715 von Rolls-Royce sowie das neue PW6000 von Pratt & Whitney, das speziell für den Airbus A318 entwickelt wurde, jedoch lange Zeit die zugesagten Leistungsspezifikationen nicht einhalten konnte. Die beiden Konsortien CFM International und IAE lehnten eine Neuentwicklung ab. Zunächst schien einzig das PW6000 in Frage zu kommen, allerdings verliefen Gespräche über den Einsatz des Typs für die CSeries im Sande, auch weil die Einsparungen mit diesem Triebwerk bestenfalls ca. 11 % gegenüber älteren Modellen betragen hätten.

#### Kundenmangel
Das zweite wesentliche Problem waren die fehlenden Kunden. Bombardier hoffte vor allem auf eine Großbestellung durch eine der nordamerikanischen Fluggesellschaften, allen voran Northwest Airlines, die ab 2005 eine große Zahl Douglas DC-9 zu ersetzen hatten. Eine CSeries-Bestellung durch Northwest scheiterte jedoch unter anderem daran, dass man die Flugzeuge vor dem frühestmöglichen Auslieferungstermin im Jahr 2010 benötigt hätte. Darüber hinaus operierten in den Jahren 2005/06 die Hälfte aller US-amerikanischen Fluggesellschaften unter Gläubigerschutz (Chapter 11), was eine Bestellung einer größeren Anzahl neuer Regionalflugzeuge unmöglich machte.
Nachdem bis zu einem intern festgelegten Stichtag kein Erstkunde gefunden werden konnte, reduzierte Bombardier mit Wirkung ab 31. Januar 2006 den Umfang des Programms drastisch – Ingenieurskapazitäten wurden vom CSeries-Projekt abgezogen und anderen Projekten zugewiesen. Lediglich ein Rumpfteam von etwa 50 Ingenieuren blieb der CSeries zugewiesen. Stattdessen wurde der Bau der Bombardier CRJ1000, einer auf 100 Plätze verlängerten Version der CRJ900, vorangetrieben. Auch Pläne für eine entsprechend große Version des Turboprop-Flugzeuges De Havilland DHC-8-400 blieben bestehen.

### Bombardier CSeries: Zweiter Anlauf
Am 31. Januar 2007 gab Bombardier im Rahmen der Bilanzpressekonferenz für das Jahr 2006 bekannt, dass man die Planung der CSeries weiterhin aktiv betreibe. Man gehe nun davon aus, eine 15-prozentige Verbesserung des Treibstoffverbrauchs gegenüber aktuellen Modellen zu erreichen und registriere ein gestiegenes Interesse bei potenziellen Kunden und Partnern; man verhandle nach wie vor auch mit internationalen Partnern über eine Beteiligung an der Entwicklung und Produktion. Infolge der zuvor zurückgefahrenen Entwicklungsaktivitäten wurde damals eine Indienststellung im Jahre 2013 angepeilt. Insgesamt rechnete man mit einem Marktpotential für 5.800 Flugzeuge in den nächsten 20 Jahren, jedoch vorrangig nicht durch US-Fluggesellschaften. Darüber hinaus wurde bekannt, dass Bombardier plante, speziell bei der Flügelkonstruktion den Anteil von kohlenstofffaserverstärktem Kunststoff zu erhöhen und so einen weiteren Effizienzgewinn zu erreichen.

#### Durchbruch bei der Triebwerkssuche

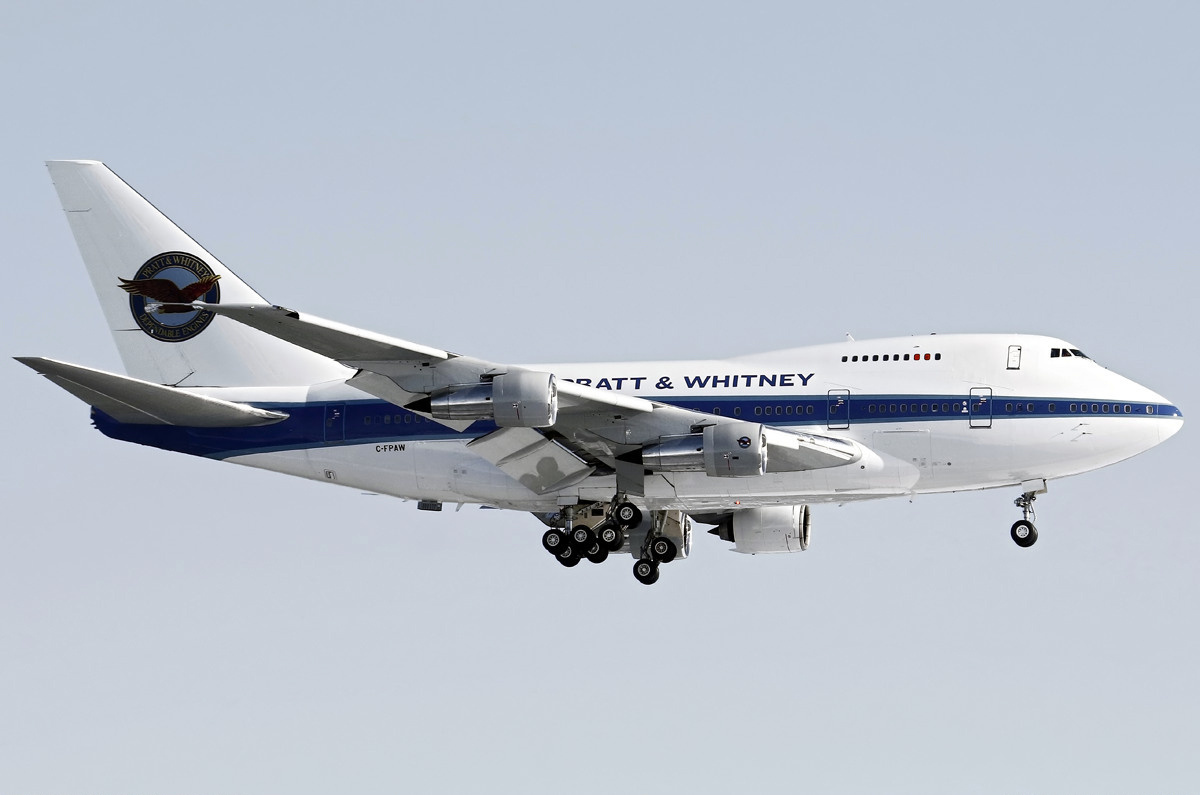
Testflug einer Boeing 747 mit einem PW1500G-Triebwerk im Testbetrieb (#2, linke Tragfläche innen)

Probleme bereitete weiterhin die Suche nach einem geeigneten Triebwerk für die CSeries. Ein Durchbruch wurde nach langen Verhandlungen im November 2007 verkündet. Pratt & Whitney Canada erklärte sich bereit, ein neues Triebwerk zu entwickeln, das unter dem Namen Pratt & Whitney PurePower PW1500G vermarktet wird. Es ist als Getriebefan (Geared Turbofan, GTF) mit Untersetzungsgetriebe zwischen Turbine und Fan konstruiert, was sowohl den Treibstoffverbrauch als auch den Geräuschpegel verringert.

#### Verkaufsbeginn
Am 22. Februar 2008 gab Bombardier Aerospace bekannt, dass der Aufsichtsrat der Muttergesellschaft die Genehmigung erteilt habe, die CSeries offiziell zu vermarkten und mit Kunden in bindende Verkaufsverhandlungen einzutreten. Der Hersteller sprach zu diesem Zeitpunkt davon, dass die CSeries etwa 20 % weniger Treibstoff verbrauchen und 15 % geringere Betriebskosten verursachen werde als die aktuellen Typen dieser Größenklasse.
Am 13. Juli 2008 wurde eine Absichtserklärung durch die Lufthansa für 30 Flugzeuge plus 30 Optionen bekanntgegeben, womit das Entwicklungsprogramm auch offiziell gestartet wurde. Diese 30 Flugzeuge wurden am 11. März 2009 fest bestellt, um bei Swiss International Air Lines die Avro RJ100 zu ersetzen. Mit der Absichtserklärung von Lufthansa/Swiss wurden die Varianten umgetauft, um deutlich zu machen, dass man nicht mehr an denselben Entwürfen arbeitete wie vor der Suspendierung der Entwicklung. Aus der C110 wurde die CS100, aus der C130 die CS300, bei der die Kapazität nun je nach Konfiguration bis zu 160 Sitze betragen konnte.

#### Testprogramm und Betriebseinführung

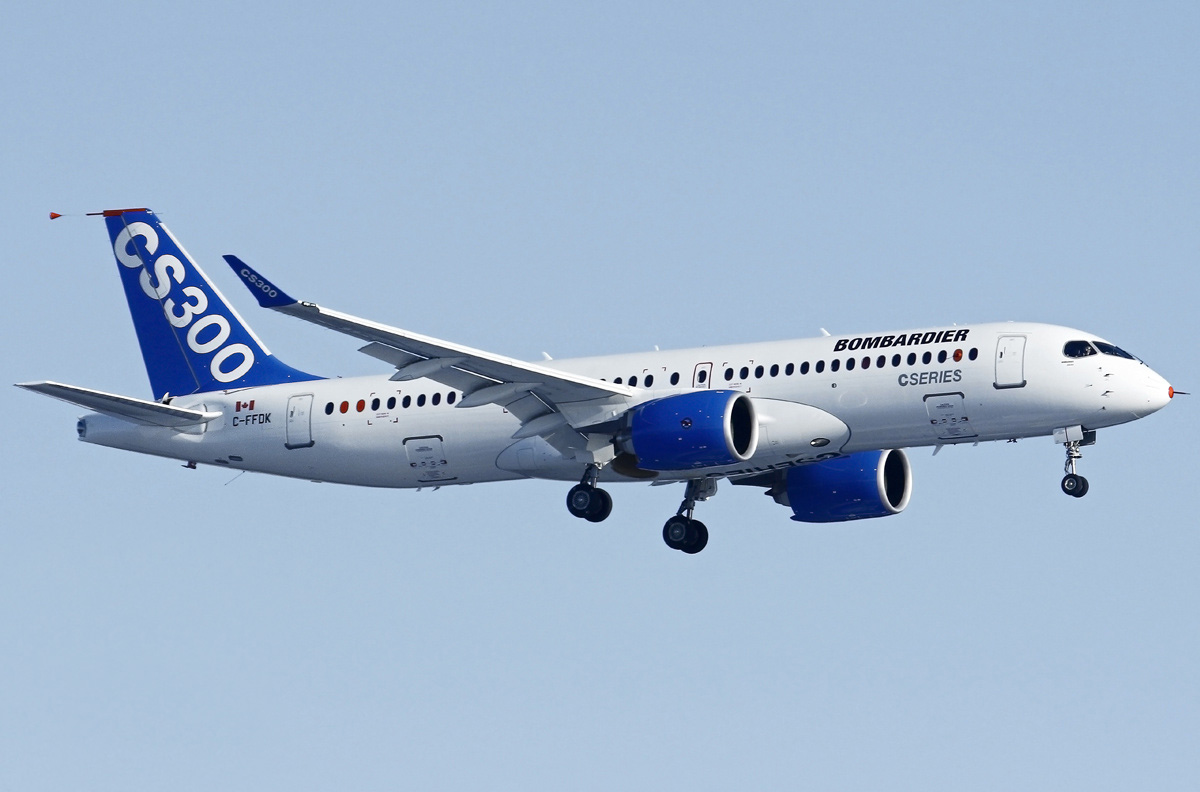
Erstflug der CS300 bzw. des Airbus A220-300

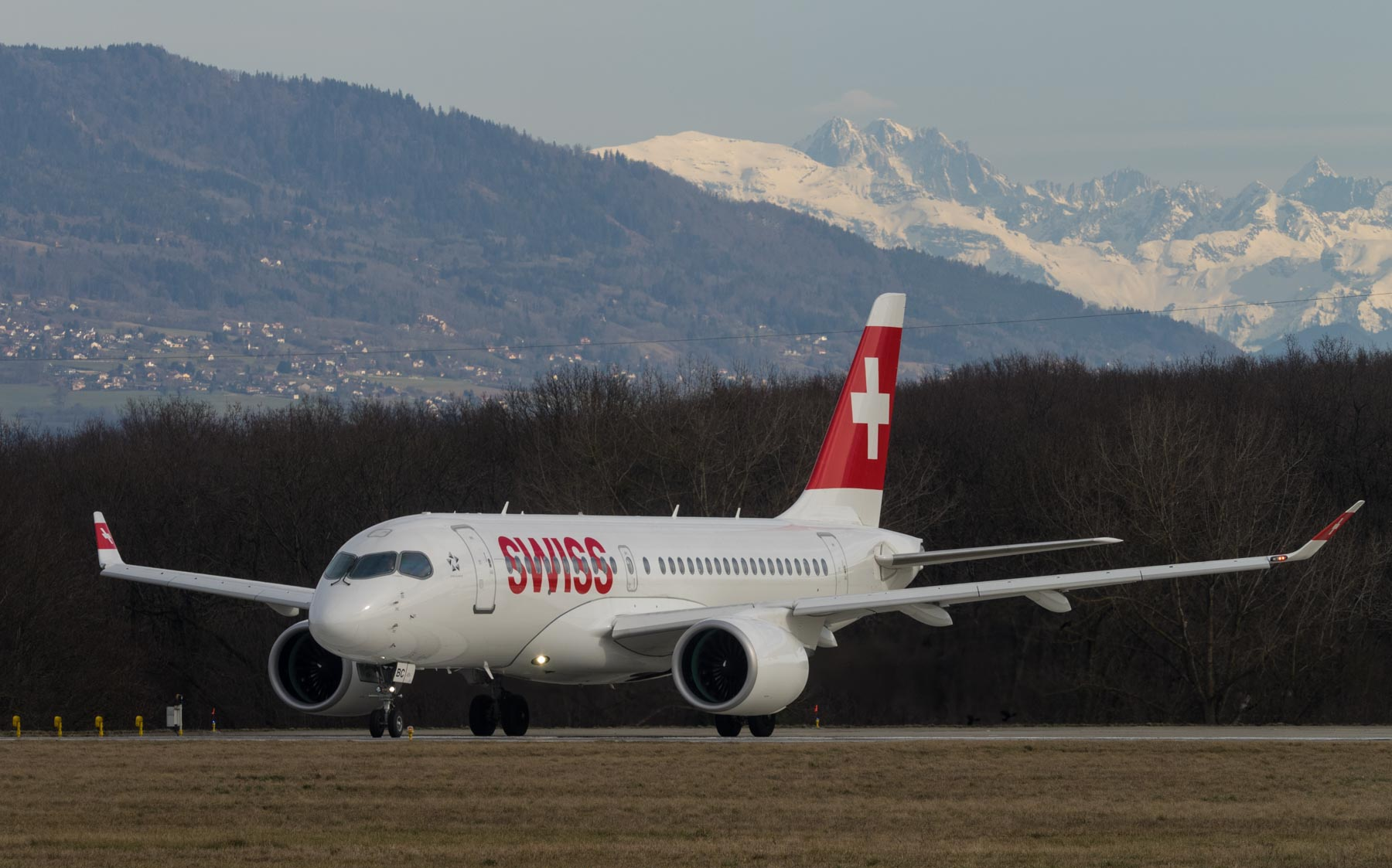
Airbus A220-100 (CS100) des Erstbetreibers Swiss International Air Lines

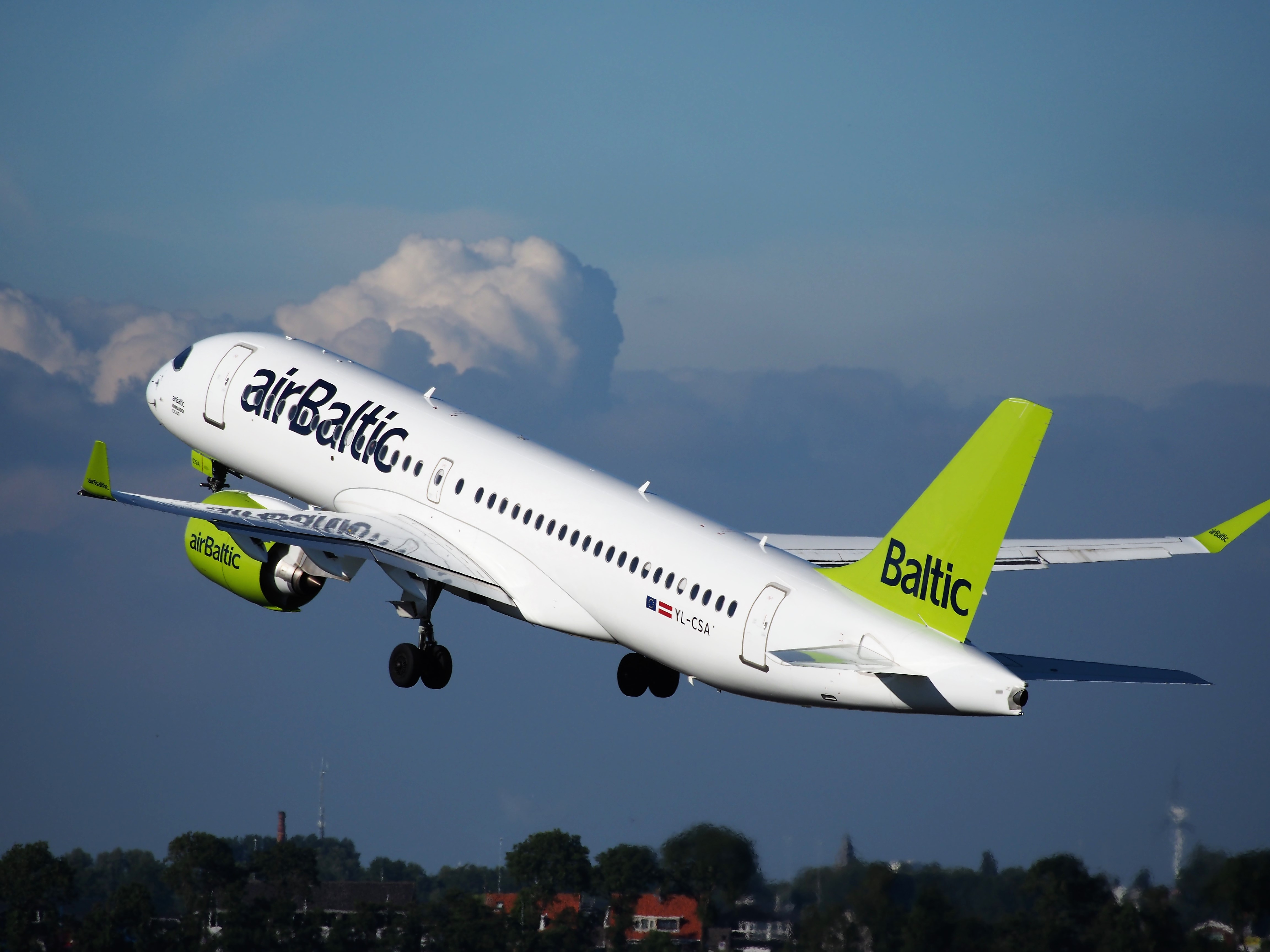
Airbus A220-300 (CS300) von Air Baltic

Nach Verzögerungen durch Probleme mit Zulieferern und Ergebnissen technischer Tests erfolgte am 16. September 2013 der Jungfernflug einer CS100, der zweite Prototyp ging am 3. Januar 2014 erstmals in die Luft. Am 18. Dezember 2015 erhielt die CS100 durch Transport Canada die Musterzulassung.
Der fünfte Prototyp wurde als erstes Flugzeug des Typs mit einer Bestuhlung ausgerüstet und in den Farben des Erstbetreibers Swiss lackiert. Er wurde im Juni 2015 gemeinsam mit der ersten CS300 auf der 51. Pariser Luftfahrtschau gezeigt und am 18. Juni 2015 auf dem Flughafen Zürich der Presse präsentiert. Im März 2016 begann Bombardier von Zürich aus mit der Streckenerprobung, eine Werksmaschine wurde dabei zur Vorbereitung des Linienbetriebs auf innereuropäischen Strecken getestet. Das erste Flugzeug der Swiss mit dem Kennzeichen HB-JBA wurde am 30. Juni 2016 in Mirabel übergeben und dann nach Zürich überführt. Der erste Linieneinsatz erfolgte am 15. Juli 2016, der Flug führte von Zürich nach Paris.
Der Erstflug der CS300 fand am 27. Februar 2015 statt. Die erste Maschine wurde am 28. November 2016 an den Erstkunden Air Baltic ausgeliefert, der reguläre Flugbetrieb am 14. Dezember mit einem Flug von Riga nach Amsterdam aufgenommen.

#### Krise um amerikanischen Strafzoll
Nachdem Bombardier im April 2016 eine Ausschreibung von Delta Air Lines gewonnen hatte, klagte die unterlegene Boeing gegen den Entscheid, der nach Darstellung von Boeing durch Dumpingpreise zustande gekommen sei, die nur durch Subventionen Kanadas möglich wurden. Im September 2017 bekam Boeing in einem vorläufigen Entschluss vor dem Handelsministerium der Vereinigten Staaten Recht. In der Folge sollte bei Auslieferung an Delta ein Strafzoll in der Höhe von 219 Prozent fällig werden. Der Entschluss musste noch durch die United States International Trade Commission bestätigt werden, die Ende Januar 2018 jedoch keinen Schaden für Boeing durch die kanadischen Subventionen erkennen konnte und den Antrag einstimmig verwarf.

### Airbus A220: Übernahme und Umbenennung durch Airbus
Die Verzögerungen bei der Entwicklung und die laufend höheren Entwicklungskosten der CSeries brachten Bombardier in finanzielle Schwierigkeiten. Ein erster Versuch, die CSeries an Airbus oder Embraer zu verkaufen, scheiterte am fehlenden Interesse. Nach der Bekanntgabe der Schaffung der Personengesellschaft C Series Aircraft Limited Partnership (CSALP), an der sich Bombardier Aerospace mit 50,5 % und die Provinz Québec mit 49,5 % und einer Investition über eine Milliarde US-Dollar beteiligten, wurde diese am 23. Juni 2016 gegründet.
Im Oktober 2017 wurde bekannt, dass Airbus 50,01 % der Anteile an CSALP übernehmen werde, die restlichen Anteile würden von Bombardier (31 %) und Investissement Québec (19 %) gehalten. US-Kunden sollten vom Airbus-Werk im US-Bundesstaat Alabama beliefert werden, das dazu erweitert werden sollte. Airbus betonte, dass die Verhandlungen mit Bombardier vor der Androhung der US-Strafmaßnahmen gegen Bombardier begonnen worden seien.
Im Zuge der Übernahme durch Airbus wird die CSeries seit 10. Juli 2018 als Airbus A220 vermarktet, wobei die CS100 zum A220-100 wurde und die CS300 zum A220-300.
Die seit dem Airbus-Einstieg geplante Produktionslinie für den A220 im Airbus-Werk in Mobile, Alabama ging am 5. August 2019 in Betrieb. Dies dient in erster Linie als Reaktion auf die möglichen amerikanischen Strafzölle für das Flugzeug, die durch eine Montagelinie in den USA umgangen werden sollen. Die erste A220-Maschine aus dem Werk, ein A220-300 für Delta Air Lines, wurde im vierten Quartal 2020 ausgeliefert. Geplant ist eine Fertigungsrate von 40–50 A220 pro Jahr.
Anfang 2020 gab Bombardier schließlich seine restlichen Anteile an dem inzwischen Airbus Canada genannten Unternehmen ab. Airbus hält nun 75 % und Québec 25 % der Anteile.

## Konstruktion

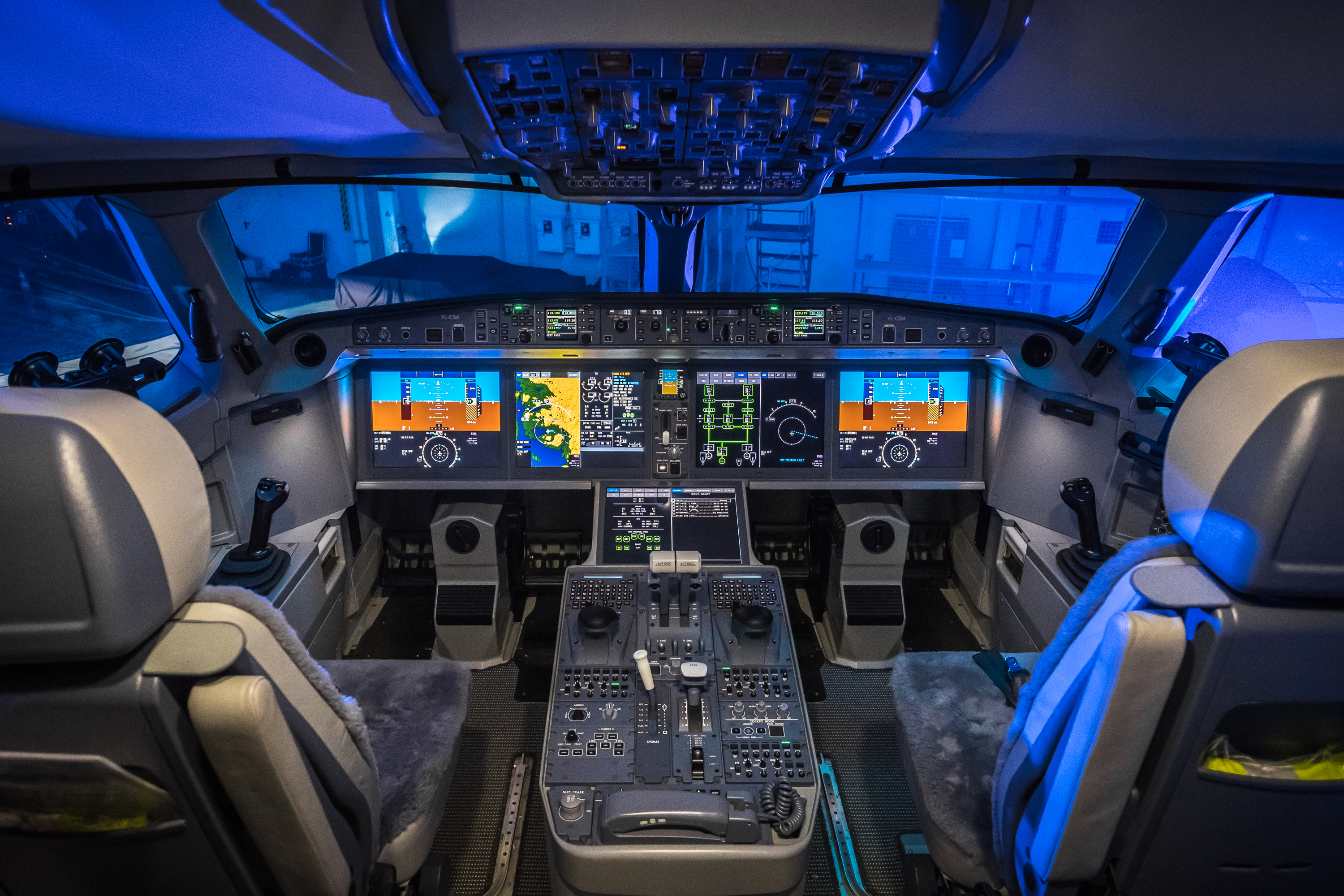
Cockpit einer A220-300 (CS300)

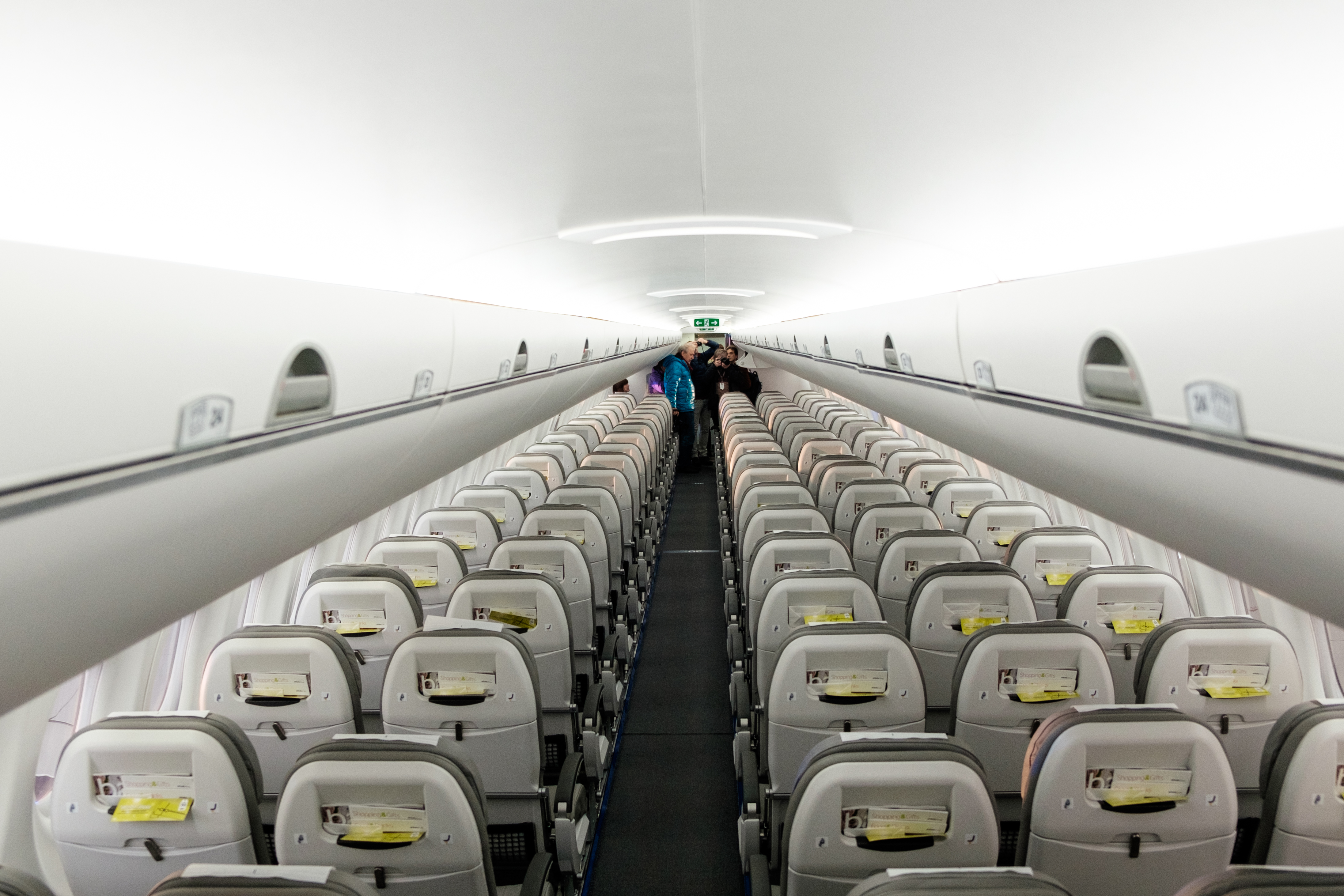
Kabine einer A220-100 (CS100)

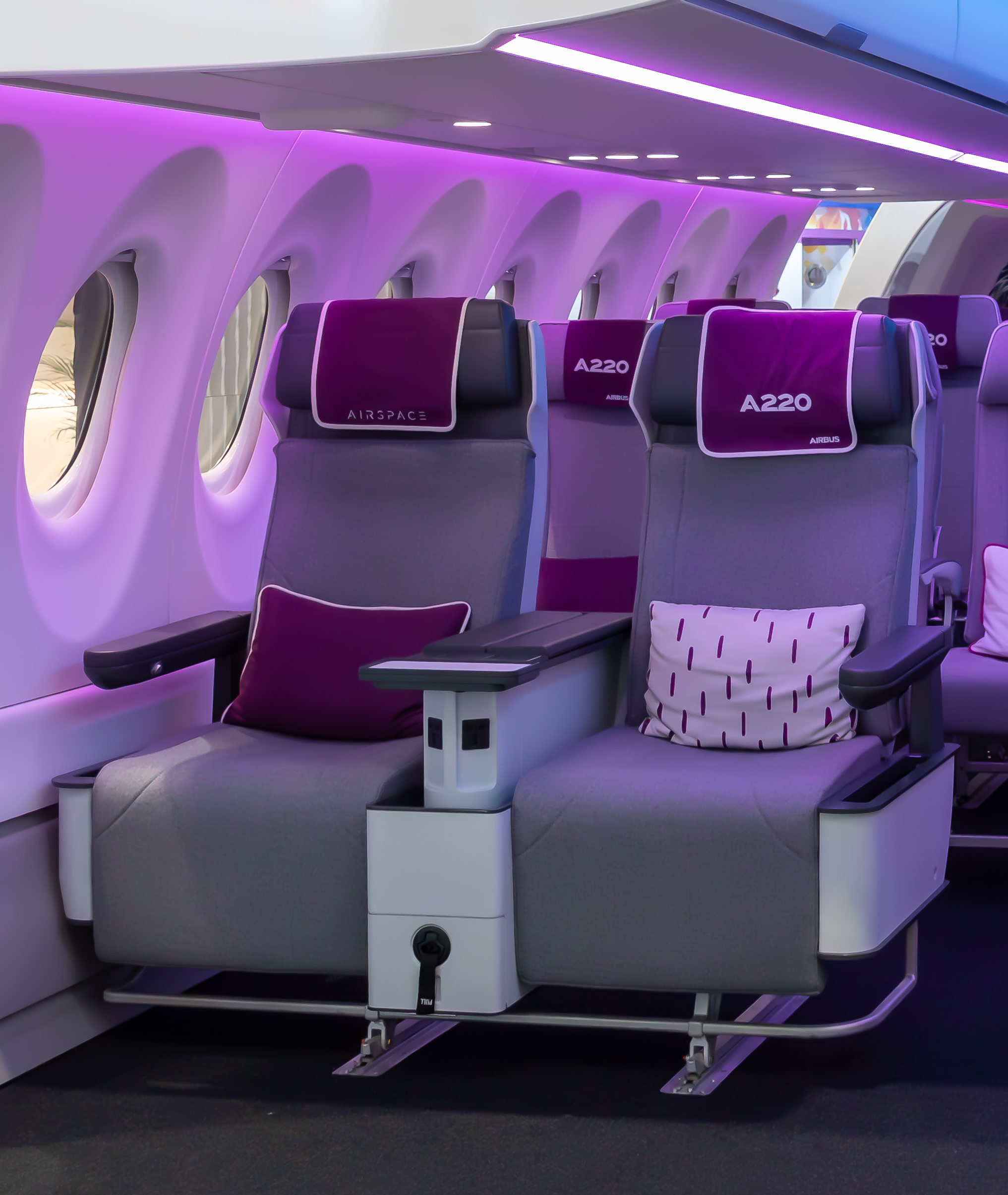
Business-Class-Bestuhlung

Durch die großzügig dimensionierte Kabine soll ein für diese Flugzeugklasse hohes Komfortniveau erreicht werden – Armfreiheit, Kabinenfenstergröße und neue Beleuchtungstechniken werden von Bombardier als wesentliche Merkmale genannt. Die Rumpfbreite erlaubt maximal fünf Sitze pro Reihe. Die überdurchschnittlich großen Gepäckfächer stammen wie die Sitze, Galleys, Vakuumtoiletten, Sauerstoffkerzen und -masken, Beleuchtung, Isolierung und Wassersystem von Safran S.A. (ehem. Zodiac Aerospace).
Das Flugzeug besteht zu 46 % aus Kompositwerkstoffen. Das von Alenia gebaute Höhenleitwerk und die Seitenruder bestehen komplett aus diesem Material. Dasselbe gilt für die Tragflächen, die von Bombardier Aerostructures and Engineering Services im nordirischen Belfast gefertigt werden. Der von der Shenyang Aircraft Corporation in China gebaute Rumpf sowie die Cockpitsektion bestehen aus leichten Aluminium-Lithium-Legierungen. Für die Elektronik ist Rockwell Collins zuständig: Die „Pro-Line-Fusion“-Avionik besteht unter anderem aus 15 Zoll großen LCD-Bildschirmen und einem elektronischen Überwachungssystem. Das Fly-by-Wire-, Kraftstoff- und Hydrauliksystem wird von Parker geliefert. Für die Entwicklung und Produktion des Bug- und Hauptfahrwerks und des Druckkabinensystems ist Liebherr-Aerospace verantwortlich.

## Versionen

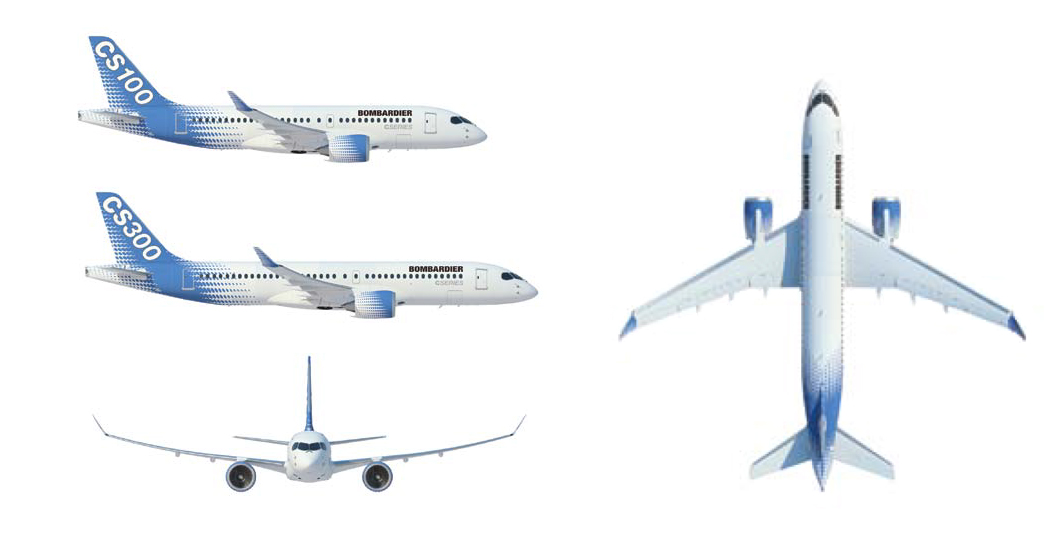
Kurzversion 100 in Seitenansicht und Draufsicht, Langversion 300 von der Seite und von vorne

Der Airbus A220 wird derzeit in zwei Größen produziert: Das Basismodell wird je nach Kundenwunsch entweder zum Airliner A220-100 (vormals CS100) oder zum Geschäftsreiseflugzeug ACJ TwoTwenty ausgebaut. Als A220-100 finden bei üblicher Bestuhlung 108 bis 135 Passagiere Platz. Das gestreckte Modell wird derzeit nur als Airliner mit der Bezeichnung A220-300 (vormals: CS300) für 130 bis 160 Passagiere angeboten.
Alle Varianten erlauben ETOPS-Flüge über 180 Minuten und können sich so bis zu drei Stunden vom nächsten Ausweichflughafen entfernen.

### A220-100
Die A220-100 ist die Basisversion des Airbus A220. Sie hat eine Länge von 35 Metern und kann bis zu 135 Passagiere über eine Entfernung von 5.741 km transportieren. Die A220-100 hatte ihren Erstflug im September 2013, die erste Auslieferung erfolgte an SWISS im Juni 2016. Als Option ist ein Upgrade des FMS verfügbar, um Steilanflüge, beispielsweise auf den Flughafen London-City, durchzuführen. Im Gegensatz etwa zum Airbus A318 kann dieses Modell auch voll beladen von dort starten und damit den Flug nach New York nonstop durchführen. Damit gehört die A220-100 zu den größten dort einsetzbaren Flugzeugtypen.

### A220-300
Die A220-300 ist eine um 3,7 m auf 38,7 m gestreckte Variante der Basisversion. Sie kann bis zu 160 Passagiere über eine Entfernung von inzwischen 6.297 km (3.400 NM) transportieren, wobei die bisherige Zulassung maximal 149 Sitzplätze erlaubt. Im Juni 2025 war der Zulassungsprozess für die „high density“-Ausführung mit 160 Sitzen in nur einer Klasse noch nicht abgeschlossen.
Die A220-300 hatte ihren Erstflug im Februar 2015, die erste Auslieferung erfolgte an Air Baltic im November 2016. In mehreren Zwischenschritten wurde das Höchstabfluggewicht und damit der zulässige Tankinhalt auf die aktuellen Werte (Stand: 2024) gesteigert; Delta Airlines übernahm am 18. Juni 2019 die erste derart zugelassene Maschine. Großkunde Air Baltic drängt den Hersteller, die für den ACJ Two Twenty entwickelten Zusatztanks im Frachtraum auch für die Passagierversionen freizugeben, um damit erheblich größere Reichweiten zu erzielen. Im Rahmen der Dubai Air Show bestätigte Airbus, dass man daran arbeite, auch die A220-300 für Steilanflüge in London-City zuzulassen.

### A220-500 / A221 (geplant)
Bereits 2013 wurde eine weitere Verlängerung der CSeries vom damaligen SWISS-Geschäftsleiter Harry Hohmeister als „vernünftig“ bezeichnet, jedoch von Bombardier aus finanziellen Gründen nie umgesetzt. Die Bezeichnung CS500 wurde allerdings bereits damals rechtlich geschützt. Nach der Übernahme der CSeries durch Airbus wurde die Entwicklung einer weiter verlängerten A220 erneut debattiert. Der zu diesem Zeitpunkt designierte Airbus-Chef Guillaume Faury bezeichnete eine weitere Verlängerung als „sehr wahrscheinlich“, wenn die jetzige Produktion wirtschaftlich rentabel sei. Eine A220-500 sei im Mittel mit 170 Sitzen in 34 Reihen zu erwarten. In einer „high denstiy“-Konfiguration mit sechs zusätzlichen Sitzreihen könnte die Maximalkapazität sogar auf 190 bis 200 Sitze anwachsen und zwischen 2024 und 2026 auf den Markt kommen.
Zum Vergleich: Sowohl in der A320neo, als auch in der Boeing 737 Max 8 sind maximal 189 Sitze zulässig.
Im Januar 2023 sagte Airbus-Marketingchef Christian Scherer, es sei nicht die Frage „ob“, sondern „wann“ die A220-500 kommen werde. Im Juni 2023 ließ Scherer verlauten, dass die verlängerte A220 technisch stärker vom Ursprungsmodell abweichen und an die A321 angelehnt werden soll, weshalb das Modell inzwischen intern als A221 bezeichnet werde.
Im Rahmen der Paris Air Show 2025 wurden Überlegungen nach einer kurzfristig zu realisierenden, vereinfachten A220-500 publik, die zwar einen längeren Rumpf erhalten, aber dennoch die gleichen Flügel und Triebwerke wie die A220-300 erhalten soll. Damit würde die Kapazitätserhöhung mit Einbußen bei der Reichweite erkauft, was nicht alle Kundenwünschen entspräche.

### A220-900 (projektiert)
Eine finale Verlängerung zur A220-900 wird aktuell nicht diskutiert, jedoch wurde die Bezeichnung CS900 ebenfalls bereits 2013 von Bombardier rechtlich geschützt. Tatsächlich ist eine erneute Verlängerung unwahrscheinlich, da das Segment einer A220-900 mit mutmaßlich über 200 Sitzplätzen bereits durch die Modellreihe A320neo/A321neo im Airbus-Portfolio abgedeckt ist und auch langfristig eher durch die Modellreihe des Airbus A30X bedient werden wird.

### ACJ TwoTwenty

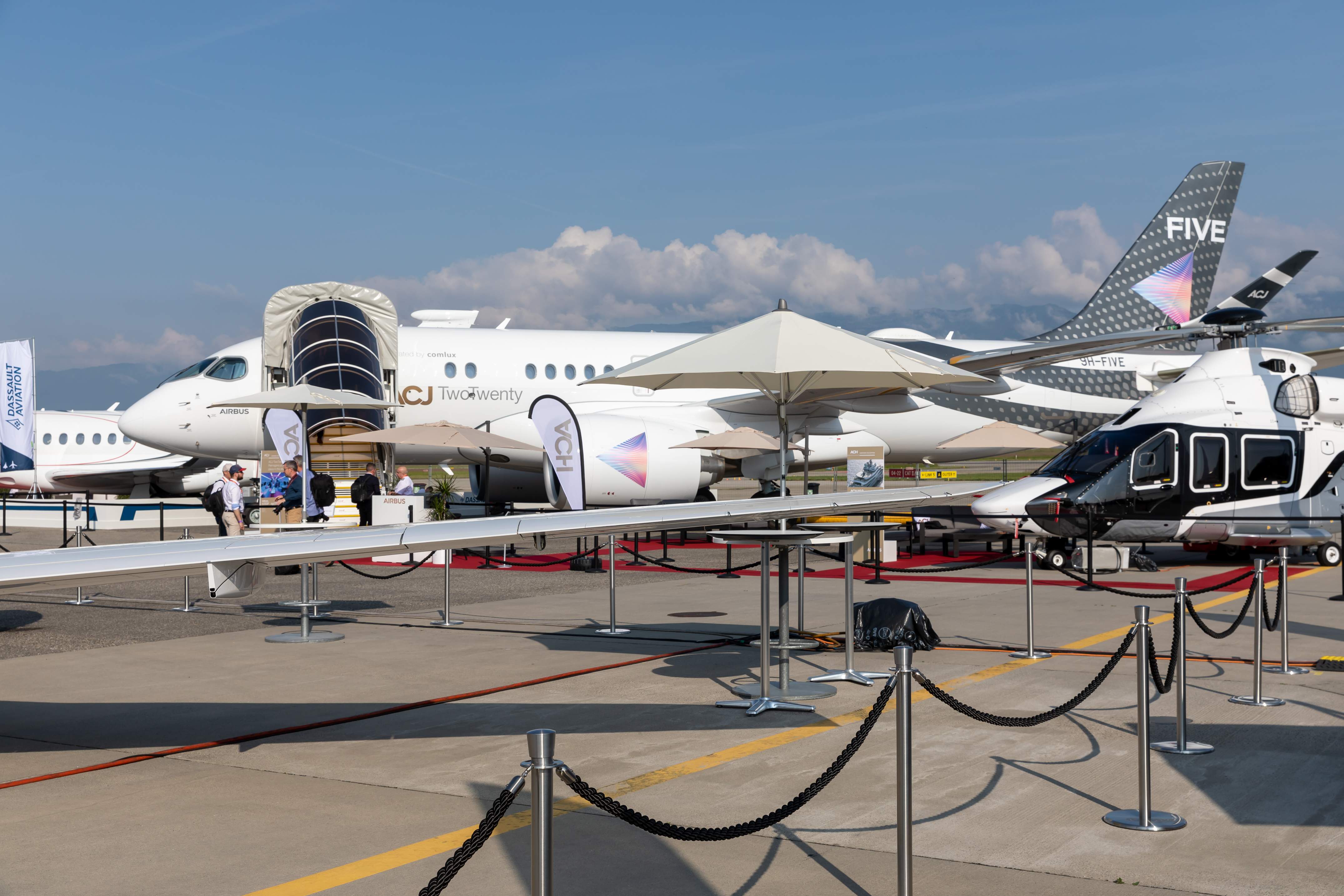
Erste ausgelieferte ACJ TwoTwenty

Seit dem Jahr 2020 ist der Airbus A220 auch als Geschäftsreiseflugzeug unter dem Namen ACJ TwoTwenty verfügbar. Das Kürzel ACJ steht für „Airbus Corporate Jets“ und wird für alle Business-Jets des Herstellers verwendet. Diese Modifikation der A220-100 kann durch den Einbau von bis zu 5 Zusatztanks im Frachtraum eine Reichweite bis zu 10.500 Kilometern und mehr als 12 Stunden Flugzeit erreichen. Die verfügbare Grundfläche an Bord beträgt 73 Quadratmeter und kann von Kunden frei konfiguriert werden. Insbesondere Lufthansa Technik bietet verschiedene Entwürfe, die sich als VIP-, Regierungs- oder auch Ambulanzflugzeuge nutzen lassen, an. Die erste ACJ TwoTwenty absolvierte den Erstflug am 14. Dezember 2021, nachdem sie zu Comlux in Indianapolis zur Ausstattung mit einer VIP-Kabine überführt wurde. Direktes Konkurrenzmodell ist die Embraer Lineage 1000.

## Wirtschaftliche Aspekte
Der Airbus A220 ist derzeit der einzige Flugzeugtyp, der speziell für 110 bis 160 Passagiere konstruiert wurde. Hauptkonkurrent sind die etwas kleineren Embraer E-Jets, welche Kapazitäten für 80 bis 146 Passagiere bieten. Setzt man den größten E-Jet Embraer 195-E2 (90–146 Sitze) gegen das Basismodell A220-100 (108–135 Sitze), so muss der E2 konstruktionsbedingt Kapazität gegen Leistung abtreten und bleibt besonders unter schwierigen Bedingungen wie Hot and high deutlich hinter dem A220-100 zurück, ohne signifikante Vorteile bezüglich des Kerosinverbrauchs zu bieten. Allerdings ist der E-Jet einfacher konstruiert und kann den A220-100 daher im Verkaufspreis unterbieten.
Der größere A220-300 hingegen ist in Bezug auf seine Größe bereits mit dem Airbus A319neo und der Boeing 737 MAX 7 zu vergleichen. Beide Konkurrenz-Modelle haben als „Schrumpfversion“ eines größeren Basismodell ein signifikant höheres Strukturgewicht mit entsprechend höherem Kerosinverbrauch und verkaufen sich daher nur schleppend. Fluggesellschaften, welche einen Flottenmix betreiben, können Kostenvorteile nutzen, da A319 bzw. Max 7 ein gemeinsames Typerating mit den anderen Baureihen der A320- bzw. B737-Familie nutzen, Airbus vermarktet zudem den A319 als „Modell für besondere Bedürfnisse“ wie Langstrecken oder Hot-and-high-Bedingungen, wo der A319 gegen den A220 seine größeren Tanks und stärkeren Triebwerke ausspielen kann.
Mit Blick auf die Listenpreise kostete ein A220-100 2018 ca. 81 Millionen US-Dollar, gegenüber ca. 68,5 Millionen US-Dollar einer Embraer 195-E2, und ein A220-300 ca. 91,5 Millionen US-Dollar, gegenüber 101,5 Millionen US-Dollar eines A319neo. Die Aussagekraft der Listenpreise ist jedoch gering, da sie von der gewünschten Ausstattung abhängen und zudem normalerweise erhebliche Nachlässe bei Großaufträgen gewährt werden.

## Nutzung

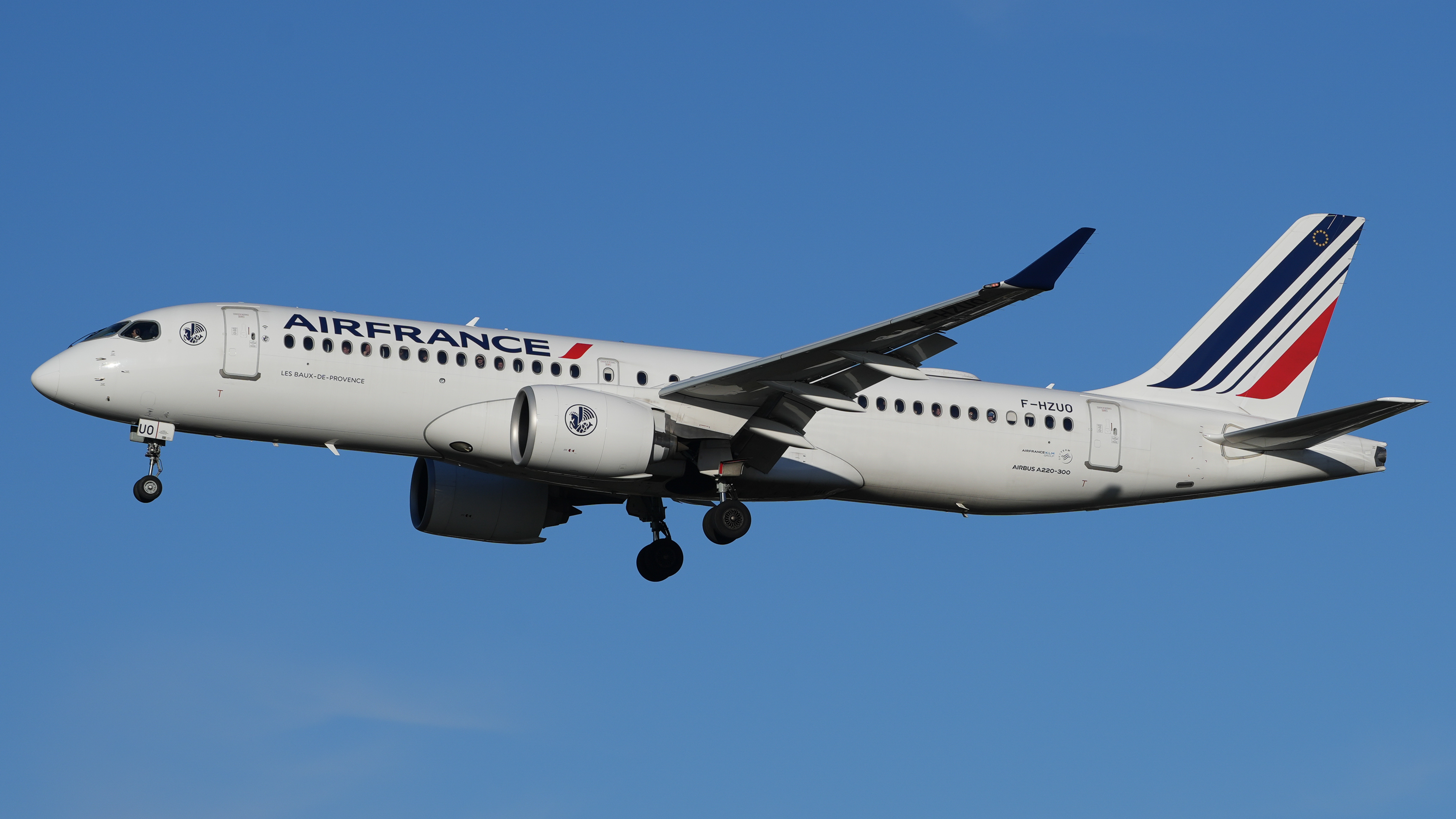
A220 der Air France

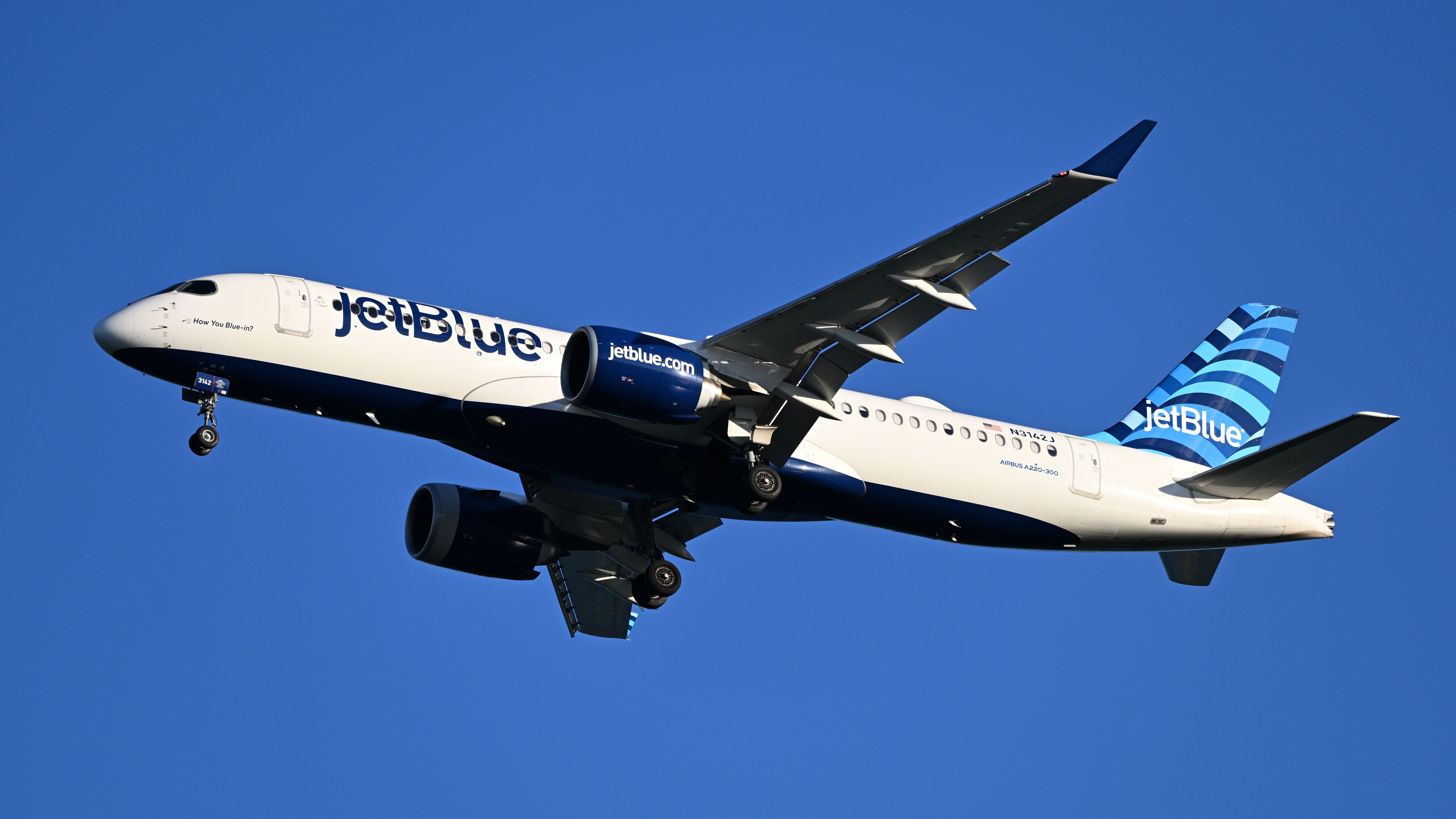
A220-300 der JetBlue

### Einsatz bei Fluggesellschaften in Europa
Zu den größeren Betreibern in Europa gehören der Erstkunde Swiss sowie die lettische nationale Fluggesellschaft Air Baltic; beide zusammen betrieben im Oktober 2019 49 Flugzeuge. Air Baltic fliegt ausschließlich diesen Flugzeugtyp.
Swiss beorderte alle Flugzeuge seiner A220-Flotte im Oktober 2019 kurzfristig in eine außerplanmäßigen Kontrolle, nachdem zwei Flugzeuge kurz nach dem Start wegen Problemen am Niederdruckkompressor der Triebwerke umkehren mussten. In den USA war es zuvor zu ähnlichen Zwischenfällen gekommen, die amerikanische Flugaufsichtsbehörde Federal Aviation Administration hatte bereits eine Lufttüchtigkeitsanweisung in dem Fall herausgegeben.

### Einsatz bei Fluggesellschaften in Übersee
Mit Stand Januar 2025 gehören zu den größten Betreibern außerhalb Europas Delta Airlines (74), JetBlue (42), Breeze Airways (35), Air Canada (34), Egyptair (12), Korean Air (10) und TAAG Angola Airlines.

## Zwischenfälle
- Am 23. Dezember 2024 musste ein Airbus A220-300 der Swiss (HB-JCD) auf dem Flug LX1885 von Bukarest nach Zürich aufgrund eines Triebwerkschadens und Rauchentwicklung im Flugzeug auf dem Flughafen Graz notgelandet werden. 10 Passagiere und zwei Crewmitglieder mussten ärztlich behandelt werden. Ein Flugbegleiter verstarb eine Woche später im Krankenhaus. Dies war der erste tödliche Zwischenfall mit einem Airbus A220.[51][52]

## Technische Daten
| Kenngröße                                       | Airbus A220-100 (Bombardier CS100)                                                             | Airbus A220-300 (Bombardier CS300)                                                             |
| ----------------------------------------------- | ---------------------------------------------------------------------------------------------- | ---------------------------------------------------------------------------------------------- |
| Länge                                           | 35,00 m                                                                                        | 38,70 m                                                                                        |
| Flügelspannweite                                | 35,10 m                                                                                        | 35,10 m                                                                                        |
| Flügelfläche                                    | 112,3 m²                                                                                       | 112,3 m²                                                                                       |
| Flügelstreckung                                 | 11,0                                                                                           | 11,0                                                                                           |
| Höhe                                            | 11,50 m                                                                                        | 11,50 m                                                                                        |
| Rumpfdurchmesser                                | 3,70 m                                                                                         | 3,70 m                                                                                         |
| Kabinenlänge                                    | 23,7 m                                                                                         | 27,5 m                                                                                         |
| max. Kabinenbreite                              | 3,28 m                                                                                         | 3,28 m                                                                                         |
| Kabinenhöhe                                     | 2,11 m                                                                                         | 2,11 m                                                                                         |
| Passagierkapazität (Konfiguration, Sitzabstand) | 135 (1 Klasse, 71 cm) 125 (1 Klasse, 76 cm) 110 (1 Klasse, 81 cm) 108 (2 Klassen, 91 cm/81 cm) | 160 (1 Klasse, 71 cm) 150 (1 Klasse, 76 cm) 135 (1 Klasse, 81 cm) 130 (2 Klassen, 91 cm/81 cm) |
| Frachtvolumen                                   | 23,7 m³                                                                                        | 31,6 m³                                                                                        |
| Frachtmasse                                     | 3.629 kg                                                                                       | 4.853 kg                                                                                       |
| Leermasse                                       | max. 52.000 kg                                                                                 | max. 58.000 kg                                                                                 |
| max. Startmasse (MTOM)                          | Basis: 54.885 kg Max: 60.781 kg                                                                | Basis: 59.874 kg Max: 70.900 kg                                                                |
| max. Landemasse                                 | Basis: 51.029 kg Max: 52.390 kg                                                                | Basis: 56.472 kg Max: 58.740 kg                                                                |
| Nutzlast                                        | Basis: 13.767 kg Max: 15.127 kg                                                                | Basis: 16.670 kg Max: 18.711 kg                                                                |
| Triebwerkstypen                                 | Zwei Getriebefan-Strahltriebwerke PW1519G/PW1521G/PW1524G/PW1525G                              | Zwei Getriebefan-Strahltriebwerke PW1519G/PW1521G/PW1524G/PW1525G                              |
| Schub                                           | 2 × 84,1 kN 2 × 93,4 kN 2 × 103,6 kN                                                           | 2 × 93,4 kN 2 × 103,6 kN                                                                       |
| Höchstgeschwindigkeit                           | 871 km/h (Mach 0,82)                                                                           | 871 km/h (Mach 0,82)                                                                           |
| Reisegeschwindigkeit                            | 827 km/h (Mach 0,78)                                                                           | 827 km/h (Mach 0,78)                                                                           |
| Dienstgipfelhöhe                                | 12.500 m (41.000 ft)                                                                           | 12.500 m (41.000 ft)                                                                           |
| Reichweite                                      | 5.741 km (3.100 NM)                                                                            | 6.297 km (3.400 NM)                                                                            |
| Startstrecke ISA, SL, MTOW                      | Basis: 1219 m Max: 1463 m                                                                      | Basis: 1524 m Max: 1890 m                                                                      |
| Landestrecke ISA, SL, MLW                       | Basis: 1356 m Max: 1387 m                                                                      | Basis: 1463 m Max: 1509 m                                                                      |
| Listenpreis                                     | 52,4 Mio. USD                                                                                  | 59,1 Mio. USD                                                                                  |
| Erstflug                                        | 16. September 2013                                                                             | 27. Februar 2015                                                                               |
| Indienststellung                                | 30. Juni 2016 (Swiss)                                                                          | 14. Dezember 2016 (Air Baltic)                                                                 |

## Probleme

### Laute Triebwerke
Die A220 steht bei Anwohnern in der Kritik wegen ihrer lauten Triebwerksgeräusche. Auch dem deutschen Bundesverkehrsministerium ist das Problem bekannt, wie aus einer Anfrage im Bundestag hervorging.

### Verwechslungsgefahr zwischen automatischer Schubregelung und Autopilot
Die beiden Schalter für die automatische Schubregelung und den Autopiloten liegen in der A220 direkt untereinander. Die FAA weist auf insgesamt 38 Situationen hin, bei der die jeweiligen Piloten statt der gewünschten Schubregelung den Autopilot aktiviert haben. Zwei dieser Situationen hätten fast zu einem Unfall geführt. Vor allem beim Start kann dies zu Problemen führen, da der Autopilot erst ab 400 Fuß aktiviert werden darf. Wenn sich das Flugzeug in der Beschleunigungsphase noch auf der Startbahn befindet und jetzt der Autopilot irrtümlich aktiviert wird, führt das dazu, dass der Autopilot das Flugzeug stark nach oben zieht. Dies erfordert ein sofortiges manuelles Eingreifen der Piloten, da es sonst zu einem sogenannten Tailstrike oder einem Abheben mit noch zu geringer Geschwindigkeit mit der Gefahr eines Strömungsabrisses kommen kann.
Die FAA hat im November 2022 den Hersteller zu einer technischen Lösung aufgefordert. Der Hersteller will dieses Problem mit einem Update im zweiten Quartal 2024 beheben. Bis dahin sind Piloten aufgefordert, dass bei Auftreten dieses Problems bei Geschwindigkeiten unter 60 Knoten der Start abgebrochen wird. Bei höheren Geschwindigkeiten sollen die Piloten den vollen Schub einstellen und nicht die automatische Schubregelung manuell reaktivieren.

## Bestellungen und Auslieferungen
|  |

Gemäß der aktuellen Order- und Auslieferungsübersicht von Airbus liegen für den A220 insgesamt 905 Bestellungen vor, von denen insgesamt 389 schon ausgeliefert wurden. Die offenen, festen Bestellungen teilen sich auf 99 Bestellungen für den A220-100 und 806 Bestellungen für den A220-300 auf. 2024 wurden insgesamt 75 A220 ausgeliefert wurden, 10 davon waren A220-100.

### Tabellarische Auflistung der Bestellungen
Die folgenden Tabelle führt sämtliche Festbestellungen auf.
| Fluggesellschaft                         | A220-100 | A220-300 | gesamt |
| ---------------------------------------- | -------- | -------- | ------ |
| Air Austral                              | 0        | 3        | 3      |
| Air Baltic                               | 0        | 90       | 90     |
| Air Canada                               | 0        | 65       | 65     |
| Air France                               | 0        | 60       | 60     |
| Air Lease Corporation *                  | 9        | 67       | 76     |
| Air Niugini                              | 6        | 0        | 6      |
| Air Tanzania ***                         | 0        | 4        | 4      |
| Air Vanuatu                              | 2        | 1        | 3      |
| Aviation Capital Group *                 | 0        | 20       | 20     |
| Azorra *                                 | 0        | 22       | 22     |
| Breeze Airways                           | 0        | 90       | 90     |
| Carlyle Aviation Partners                | 0        | 1        | 1      |
| Delta Air Lines                          | 45       | 100      | 145    |
| Egypt Air                                | 0        | 12       | 12     |
| Griffin Global Asset Management          | 0        | 6        | 6      |
| GTLK (State Transport Leasing Company) * | 0        | 6        | 6      |
| Ibom Air                                 | 0        | 10       | 10     |
| Iraqi Airways                            | 0        | 5        | 5      |
| ITA Airways                              | 12       | 12       | 24     |
| Jetblue Airways                          | 0        | 100      | 100    |
| Korean Air                               | 0        | 10       | 10     |
| Lufthansa City Airlines ****             | 0        | 40       | 40     |
| Macquarie Air Finance *                  | 0        | 26       | 26     |
| Nordic Aviation Capital *                | 0        | 8        | 8      |
| Qantas Airways                           | 0        | 29       | 29     |
| Odyssey Airlines                         | 10       | 0        | 10     |
| Polskie Linie Lotnicze LOT               | 20       | 20       | 40     |
| Swiss *                                  | 9        | 21       | 30     |
| Regierungen; Executive- und Privatjets   | 9        | 2        | 11     |
| ungenannte Käufer                        | 2        | 8        | 10     |
| Gesamt                                   | 124      | 838      | 962    |

Darüber hinaus waren im Juli 2023 weitere Maschinen bei den folgenden Fluggesellschaften im Einsatz:
- 1 -300 Bulgaria Air
- 1 ACJ 220 Five
- 1 -300 SAS Scandinavian Airlines